# Пентилентетразол
Пентилентетразол (коразол, метразол) — лекарственное средство, ранее использовавшееся при острых отравлениях снотворными и некоторыми наркотиками (барбитуратами, бензодиазепинами, опиоидами).

## Фармакодинамика
Оказывает прямое возбуждающее действие на дыхательный и сосудодвигательный центры продолговатого мозга. При увеличении дозы процессы возбуждения генерализуются, рефлекторная возбудимость повышается. В больших дозах вызывает клонические (эпилептиформные) судороги, связанные с влиянием на двигательные зоны головного мозга и, в меньшей степени, на спинной мозг
Аналептический эффект проявляется преимущественно при понижении функций жизненно важных центров продолговатого мозга, наступающем под влиянием фармакологических средств угнетающего действия, бактериальных токсинов и других факторов. Улучшение работы сердца осуществляется при участии центральной нервной системы. Повышается чувствительность сердца к сердечным гликозидам. Воздействуя на процессы возбуждения в центральной нервной системе,препарат повышает работоспособность скелетных мышц. Как функциональный антагонист веществ угнетающего типа может способствовать восстановлению психомоторных реакций на фоне наркотических, снотворных, анальгезирующих средств (кратковременное пробуждающее действие или выход из неглубокого наркоза).

## История
В прошлом коразол широко использовали при шоке, асфиксии, ослаблении сердечной деятельности, во время оперативных вмешательств, а также при отравлениях наркотическими средствами, снотворными, анальгетиками.
В психиатрической практике ранее пользовались коразолом для судорожной терапии депрессий, а также шизофрении и других психозов. В настоящее время применение коразоловой судорожной терапии полностью оставлено в связи с появлением более удобной в применении, более эффективной и безопасной и лучше переносимой больными методики ЭСТ (электросудорожной терапии).

## Современное положение
В последнее время применение коразола (и других аналептиков) при отравлениях снотворными средствами стали считать нецелесообразным, так как при этом повышается потребность мозга в кислороде. Кроме того, более специфическим средством при отравлениях барбитуратами и другими средствами для наркоза является бемегрид. При отравлениях наркотическими анальгетиками стали пользоваться специфическими антагонистами — налоксоном, налтрексоном и налмефином. При отравлениях бензодиазепинами специфическим антагонистом является флумазенил.
В психиатрической практике в настоящее время коразол также не применяется.
В связи с этим коразол исключён из номенклатуры лекарственных средств.
Вместе с тем коразол остаётся весьма ценным средством для экспериментальных фармакологических исследований. Им широко пользуются при поиске и изучении противосудорожных средств и других нейро(психо)тропных препаратов.

## Физические свойства
Белый кристаллический порошок. Очень легко растворим в воде и спирте. Водные растворы (pH 6,0—8,0) стерилизуют при +100 °C в течение 30 мин.

## Взаимодействие с другими лекарственными средствами
Сочетается с другими аналептиками, сердечными средствами. Несовместим с ингибиторами МАО. Является антагонистом средств, угнетающих центральную нервную систему (барбитуратов, хлоралгидрата).

## Противопоказания
Острые лихорадочные заболевания, склонность к развитию судорожных состояний, тяжелые поражения сердца, активный туберкулёз легких.

## Побочное действие
Коразол отличается умеренной широтой терапевтического действия; это необходимо учитывать во избежание перехода от аналептического действия к судорожному и от возбуждающего к угнетающему. Однако вторая фаза действия — угнетение после возбуждения — у коразола слабо выражена. При передозировке — вздрагивание, дрожание. При повторном применении судорожной терапии возможны деструктивные изменения в коре большого мозга.